# Phil Collen
Phil Collen, nome completo Philip Kenneth Collen (Hackney Central, 8 dicembre 1957), è un chitarrista e compositore britannico.
È noto per essere il chitarrista solista ed ex chitarrista ritmico del gruppo rock Def Leppard.

## Biografia
Collen nacque a Hackney, sobborgo ad est di Londra famoso per il tipico accento (Cockney) che caratterizza la parlata degli abitanti. Il suo amore per la musica suonata non fu particolarmente precoce: egli ricevette infatti la sua prima chitarra (una Gibson SG rossa) all'età di 16 anni, ma la passione scoppiò in maniera talmente fragorosa che intraprese dapprima studi autodidatti e poi lasciò definitivamente la scuola per dedicarsi alle sette note. In questo periodo, militò in diverse formazioni dell'underground londinese (tra le quali Lucy, Tush, Dumb Blondes e, soprattutto, Girl), grazie alle quali poté costruirsi un certo bagaglio di esperienza.

## Def Leppard
Collen conosceva già dal 1981 sia Joe Elliott che Steve Clark, i quali, sebbene fossero originari di Sheffield, erano ormai habitué della scena musicale londinese, e da loro aveva ricevuto più volte l'invito a considerare, in un futuro, collaborazioni con i Def Leppard. I posti da chitarrista, allora, erano tuttavia occupati da Pete Willis e dallo stesso Clark; l'occasione si presentò invece poco tempo più tardi, quando i seri problemi con l'alcool di Willis portarono ad un suo allontanamento dalla band. A Collen, tuttavia, non fu chiesto esplicitamente di unirsi al gruppo, ma Elliott gli recapitò un nastro su cui era incisa Stagefright, una canzone che sarebbe stata inclusa nel nuovo album Pyromania, affinché il chitarrista potesse studiare un assolo adeguato al pezzo e dimostrare così di essere all'altezza. Ciò che venne fuori dalle sei corde di Phil stregò tanto i membri del gruppo quanto il produttore Robert John "Mutt" Lange e gli assicurò il posto vacante. In particolare, egli legò con il compagno chitarrista Steve Clark, dando vita a quel sound che sarebbe diventato il marchio di fabbrica della band britannica: i due vennero soprannominati i Terror Twins, in omaggio ai Toxic Twins degli Aerosmith (Steven Tyler e Joe Perry), proprio grazie al profondo legame di amicizia che seppero costruire.
Nel corso degli anni, Collen interruppe il suo rapporto un po' troppo intenso con l'alcool, diventò addirittura vegetariano e, in generale, abbracciò uno stile di vita più salutare; lo stesso non valse per il "gemello" Clark, che proprio a causa di un mix di alcool e antidepressivi perse la vita nel 1991.
Questo tragico evento non solo costrinse Collen a fronteggiare la perdita di un amico così caro, ma lo caricò anche della responsabilità di ricreare e riprodurre lo stile dello scomparso chitarrista nel nuovo album, affinché non si percepisse troppo violentemente la mancanza di quel caratteristico suono che aveva contribuito al successo di album quali Pyromania e Hysteria. Lo sconforto di quei giorni lo portò anche a considerare l'idea di lasciare la band, proposito che fortunatamente fu presto abbandonato.
Nel 1992, dopo un consistente periodo di pausa seguito alla registrazione di Adrenalize, i Def Leppard decisero che era arrivato il momento di trovare un nuovo chitarrista che sgravasse dalle spalle di Collen una parte dell'immenso lavoro, tanto in studio quanto dal vivo: la scelta ricadde su Vivian Campbell, talentuoso musicista nordirlandese, con il quale Phil ebbe subito un feeling, sebbene non paragonabile a quello esistito con Steve Clark, decisamente buono.

## Equipaggiamento

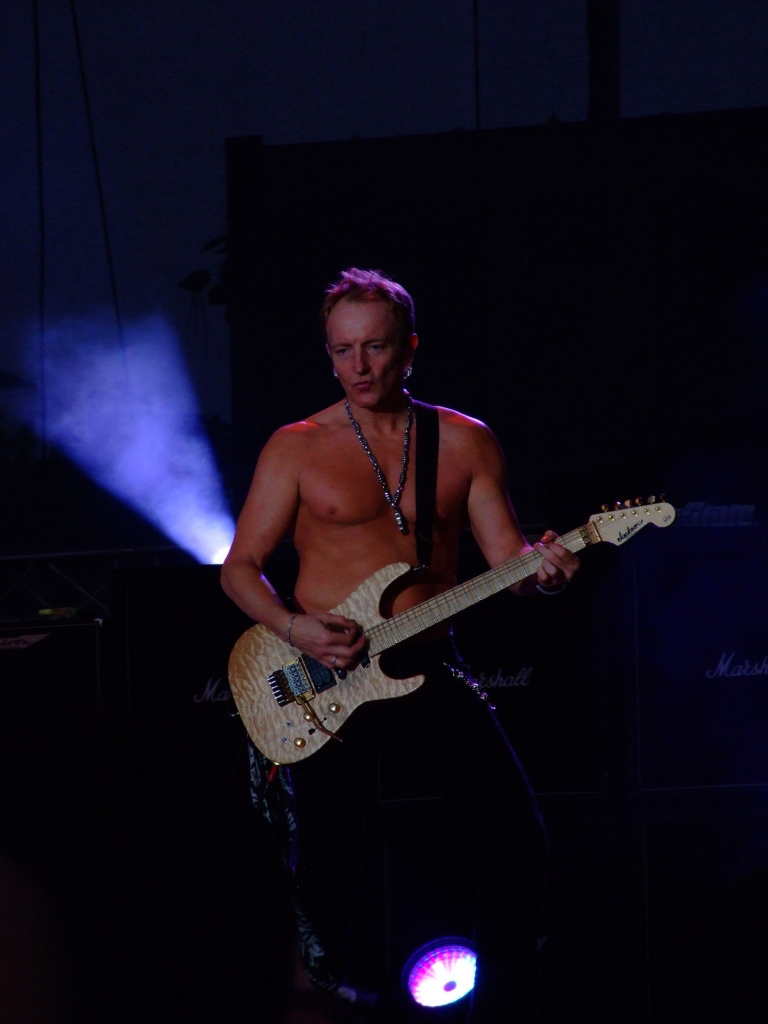
Phil Collen in concerto a Bucarest, Romania, con i Def Leppard nel 2008

Nel 1989, Collen iniziò a lavorare con Grover Jackson, fondatore dell'omonimo marchio di strumenti a corda, allo sviluppo di una chitarra elettrica dalla linea particolarmente ergonomica, il cui nome avrebbe dovuto essere PC Archtop. La partnership diede vita, nel corso degli anni, ad altri tre modelli (la PC 1, ancora commercializzata da Jackson, 2 e 3). Collen usa plettri Dunlop in acciaio e monta corde GHS 12-52.
Nel novembre del 1992, la rivista Guitar School riportò il seguente equipaggiamento:
chitarre Jackson/Charvel con custom pickups (DiMarzio Super 3 al ponte e Fast Track al manico); amplificatori Randall RRM2-200; casse Randall custom 4 X 12s con coni Celestion Vintage 30s; multieffetti Digitech GSP 21s, Rockman XPR, TC Electronic 1128 EQ, Scholz stereo choruses, BBE 442 Sonic Maximizers, Rane MPE 28, Palmer Speaker Simulator.
Phil Collen possiede una chitarra Jackson Dinky recante l'effigie di Bela Lugosi, fatta costruire appositamente per lui intorno alla metà degli anni ottanta. La chitarra è stata utilizzata nel video della canzone Animal e durante numerose esibizioni live.

## Progetti alternativi
Nel 1990 Phil produsse l'album On the Edge del gruppo australiano BB Steal.
Tra le sue collaborazioni principali, che spesso lo vedono in coppia con l'amico/cantante Joe Elliott, si ricorda un album tributo a David Bowie e Mick Ronson; i due si sono anche uniti a Trevor Bolder e Mick "Woody" Woodmansey, ex-Spiders from Mars, e al tastierista Dick Decent nel side project Cybernauts che, nel 2001, ha registrato un ottimo album live di cover di David Bowie. L'attività parallela ai Def Leppard di Collen è comunque piuttosto vasta.
Recentemente, Phil ha formato un gruppo chiamato Man-Raze, che vede la partecipazione anche dell'ex compagno ai tempi dei Girl, Simon Laffy, e dell'ex batterista dei Sex Pistols, Paul Cook. In più, si registra il suo contributo nel brano Everybody Wants, incluso nell'album Sublime to the Ridiculous del gruppo Sheer Greed.
Negli ultimi anni ha dato vita a un progetto di blues chiamato Delta Deep con la cantante Debbi Blackwell Cook, con cui ha un pubblicato un eponimo album di debutto nel 2015.
Nel 2014 ha partecipato al tour dei Kiss, secondo (il primo è stato Joe Perry) e ultimo artista a salire sul palco con loro, suonando Deuce.
Nel 2016 collabora alla produzione del disco Mechanical Resonance Live dei Tesla, per cui compone il brano inedito Save That Goodness.
Nel 2018 si unisce a Joe Satriani e John Petrucci per il G3 Tour negli Stati Uniti.

## Vita privata
Attualmente, Collen vive in California. Ha cinque figli: Rory, Samantha, Savannah, Charlotte e Jaxson. È stato sposato con Jacqueline Tarolly e Anita Thomas. Nel 2010 ha sposato la costumista Helen L. Simmons.
Collen è vegetariano e ama l'attività fisica, soprattutto praticare Kick Boxing.
Collen è notoriamente daltonico.
Nel 2015 ha pubblicato una propria autobiografia intitolata Adrenalized: Life, Def Leppard, and Beyond.